# Manipulación directa
La manipulación directa es un estilo de interacción hombre-máquina que incluye la continua representación de los objetos de interés y acciones y retroalimentación rápida y reversible. La intención es permitir al usuario manipular directamente los objetos que se le presentan mediante acciones en un ámbito virtual que representa el mundo físico. 
Disponer de metáforas del mundo-real para los objetos y las acciones facilita al usuario el aprendizaje y el dominio de la interfaz, así como la retroalimentación rápida e incremental le permiten cometer menos errores y completar las tareas en menos tiempo ya que puede ver el resultado en tiempo real. 
Un ejemplo de manipulación directa es redimensionar una figura, como un rectángulo, estirando sus esquinas o bordes con el ratón.

## Historia
El término fue introducido por Ben Shneiderman en 1983 en el contexto de las aplicaciones ofimáticas y la metáfora de escritorio. Los investigadores en este campo a menudo ponen mucho énfasis en el control táctil y en la retroalimentación mediante sonido que en la retroalimentación visual aportada por la mayor parte de IGUs. En este caso el término «interfaz gráfica de usuario» parece inadecuado. Como resultado el término interfaz de manipulación directa se ha difundido más en estos entornos.